# Fernando Figueroa (futbolista)
Fernando Figueroa, más conocido como Pelón, es un futbolista mexicano. Jugó para el Club Deportivo Guadalajara de 1947 a 1951. 

## Clubes
| Club        | País   | Año         |
| ----------- | ------ | ----------- |
| Guadalajara | México | 1947 - 1951 |